# The Day That Never Comes
"The Day That Never Comes" é o primeiro single do álbum Death Magnetic, pela banda estadunidense de heavy metal, Metallica.
O seu videoclipe foi filmado no deserto nos arredores de Los Angeles, Califórnia, em 31 de julho de 2008, dirigido pelo cineasta dinamarquês Thomas Vinterberg. Ele estreou no site oficial da banda à meia-noite em 1 de setembro de 2008.
Em 4 de agosto de 2008, em entrevista à MTV, a banda afirmou que a letra da canção é sobre o ressentimento e perdão. O baterista, Lars Ulrich disse que a canção foi inspirada em uma relação de pai e filho. Na mesma entrevista, James Hetfield definiu a letra como vaga e poderosa, que pode ter várias interpretações.

## Faixas
- Digital/CD single

1. "The Day That Never Comes" – 7:56
2. "No Remorse" (ao vivo) – 5:33

Faixa gravada ao vivo em Orlando, Flórida em 2003.
- Radio single

1. "The Day That Never Comes (edição de rádio)" - 3:37

## Posições nas paradas
| Parada musical (2008)                | Melhor posição |
| ------------------------------------ | -------------- |
| ARIA Charts                          | 18             |
| Ö3 Austria Top 40                    | 25             |
| Ultratop 50                          | 11             |
| Canadian Hot 100                     | 9              |
| Canada Airplay BDS                   | 1              |
| Denmark Singles Chart                | 3              |
| Mitä hittiä                          | 1              |
| Irish Singles Chart                  | 14             |
| FIMI                                 | 39             |
| Mega Top 100                         | 20             |
| RIANZ                                | 14             |
| VG-lista                             | 1              |
| National Top 50                      | 6              |
| Polish Music Charts                  | 1              |
| Sverigetopplistan                    | 3              |
| Triple J Hottest 100                 | 88             |
| Türkiye Top 20                       | 18             |
| UK Singles Chart                     | 19             |
| European Hot 100                     | 32             |
| Billboard Hot 100                    | 31             |
| Billboard Hot Mainstream Rock Tracks | 1              |
| Billboard Hot Modern Rock Tracks     | 5              |